# Zdravko Krasić
Zdravko Krasić (Zagreb, 1969.), hrvatski arhitekt.

## Biografija
Rođen 1969. godine u Zagrebu, 1994 diplomirao na Arhitektonskom fakultetu u Zagrebu  Arhivirana inačica izvorne stranice od 13. lipnja 2007. (Wayback Machine), od 1996 do 2002.godine zaposlen u Gradskom zavodu za planiranje razvoja i zaštitu okoliša, a od 2002. godine suvlasnik i direktor u tvrtki Urbane tehnike d.o.o.
Sudjelovao je na brojnim domaćim i međunarodnim arhitektonskim i urbanističkim natječajima, radionicama i seminarima te autor nekoliko izložbi.
Od 2002. do 2006. godine glavni i odgovorni urednik magazina za arhitekturu „Čovjek i prostor“.

## Izbor projekata
- KRAŠ.CP – programska studija za Branimir centar, Zagreb

- Središće – programska studija i regulacijski plan, Zagreb

- Trešnjevački trg, Zagreb

- KRAŠLAND – zabavni park

- Centar Šentjerneja (natječajni projekt, 1. nagrada),

- Lovinac – razvojne mape

- ZAL Logistic Zone Barcelona (natječajni projekt, priznanje žirija)

- Trg Gaje Bulata, (natječajni projekt, 1. nagrada)

- Autobusni kolodvor u Sisku (natječajni projekt, 2. nagrada), Sisak

- Stambeno naselje Vrhovec, Zagreb

- Program za arhitektonski natječaj za zagrebačku sinagogu i kulturni centar u Praškoj ulici, Zagreb

- Poslovni centar Penkala, EXTREME WEST park (natječajni projekt, nominacija TOP100 INDEX 2005, Copenhagen, DK)